# Darcy Ribeiro
Pour les articles homonymes, voir Ribeiro.
Œuvres principales
- Maíra
- Utopie sauvage

Darcy Ribeiro, né le 22 octobre 1922 à Montes Claros dans l'État brésilien du Minas Gerais et mort le 17 février 1997 à Brasilia, est un anthropologue, historien, sociologue, romancier et homme politique brésilien, principalement connu pour ses travaux sur les peuples indigènes du Brésil et ses contributions au développement de nombreux systèmes éducatifs latino-américains. 
Il est le candidat malheureux du Parti démocratique travailliste à la vice-présidence du Brésil lors de l'élection présidentielle de 1994.

## Biographie
Il étudie les Urubu-Kaapor (en), descendants des célèbres Tupinambas anthropophages, indiens de langue tupi, qui furent décimés par les épidémies véhiculées par la colonisation. Un carnet de ses notes, accompagnant ses recherches menées dans les années 1950, est publié en 1996. Le chercheur donne également de nombreux et importants ouvrages en ethnologie et en anthropologie.
En 1953 il fonde le Musée de l'Indien de Rio de Janeiro.
En 1962, il est l'un des fondateurs de l’université de Brasilia, notamment avec Héron de Alencar. Il devint le premier recteur de l'institution. Il est nommé ministre de l'Éducation sous le gouvernement du président João Goulart du 18 septembre 1962 au 24 janvier 1963, puis devient chef de cabinet entre le 18 juin 1963 et le 31 mars 1964. Pendant la dictature militaire au Brésil (1964-1985), comme un grand nombre d'intellectuels brésiliens, ses droits politiques sont abolis et il est contraint à l'exil. Il séjourne dans plusieurs pays sud-américains, où il agit à titre de conseiller en éducation, et s'installe pendant quelques années en Uruguay.
En 1976, il se lance dans l'écriture romanesque et publie quatre romans qui mettent en scène les tribus de l'Amazonie, dont Maíra (1976) et Utopie sauvage (Utopia selvagem, 1982).

## Œuvre

### Romans
- Maíra (1976) Publié en français sous le titre Maíra, traduit par Alice Raillard, Paris, Gallimard, « Du monde entier », 1980  (ISBN 2-07-022026-5) ; réédition, Paris, Gallimard, « L'Étrangère », 1997  (ISBN 2-07-074887-1)
- O mulo (1981)
- Utopia selvagem (1982) Publié en français sous le titre Utopie sauvage, traduit par Ana de Alencar, Paris, Gallimard, « Du monde entier », 1990  (ISBN 2-07-071806-9) ; réédition, Paris, Gallimard, « L'Imaginaire », 2015
- Migo (1988)

### Ouvrages d'ethnologie
- Culturas e línguas indígenas do Brasil (1957)
- Arte plumária dos índios Kaapo (1957)
- A política indigenista brasileira (1962)
- Os índios e a civilização (1970) Publié en français sous le titre Frontières indigènes de la civilisation, traduit par Christiane Bricot-d'Ans, Paris, UGE, 10/18, « Série 7 » no 1316, 1979  (ISBN 2-264-00202-6)
- Uira sai, à procura de Deus (1974)
- Configurações histórico-culturais dos povos americanos (1975)
- Suma etnológica brasileira (1986)
- Diários índios – os urubus-kaapor (1996) Publié en français sous le titre Carnets indiens : avec les indiens Urubus-Kaapor, Brésil, traduit par Jacques Thiériot, Paris, Plon, « Terre humaine », 2002  (ISBN 2-259-18835-4)

### Ouvrages d'anthropologie
- O processo civilizatório – etapas da evolução sócio-cultural (1968)
- As Américas e a civilização – processo de formação e causas do desenvolvimento cultural desigual dos povos americanos (1970)
- Os índios e a civilização – a integração das populações indígenas no Brasil moderno (1970)
- Os brasileiros – teoria do Brasil (1972)
- The culture – historical configurations of the American peoples (1975)
- O dilema da América Latina – estruturas do poder e forças insurgentes (1978)
- O povo brasileiro – a formação e o sentido do Brasil (1995)

### Essais
- Kadiwéu – ensaios etnológicos sobre o saber, o azar e a beleza (1950)
- Propuestas – acerca da la renovación (1970) Publié en français sous le titre L'Enfantement des peuples, traduit par François Malley, Paris, Éditions du Cerf, « Terres de feu » no 4, 1970
- Configurações histórico-culturais dos povos americanos (1975)
- Sobre o óbvio - ensaios insólitos (1979)
- Aos trancos e barrancos – como o Brasil deu no que deu (1985)
- América Latina: a pátria grande (1986)
- Testemunho (1990)
- A fundação do Brasil – 1500/1700 (1992), ouvrage écrit en collaboration
- O Brasil como problema (1995)
- Noções de coisas (1995)